# 玉野市立宇野小学校
玉野市立宇野小学校（たまのしりつうのしょうがっこう）は、岡山県玉野市にある市立小学校。

## 学習
- 3学期制を導入している

## 関係する中学校
- 玉野市立宇野中学校

## 関係する保育園,幼稚園
- 玉野市立宇野保育園
- 玉野市立宇野幼稚園

## 最寄の駅・バス停
- JR宇野線 宇野駅
- 両備バス NTT前停留所

## 通学区域が隣接している学校
- 玉野市立築港小学校
- 玉野市立田井小学校
- 玉野市立荘内小学校
- 玉野市立玉小学校